# 早川町乗合バス

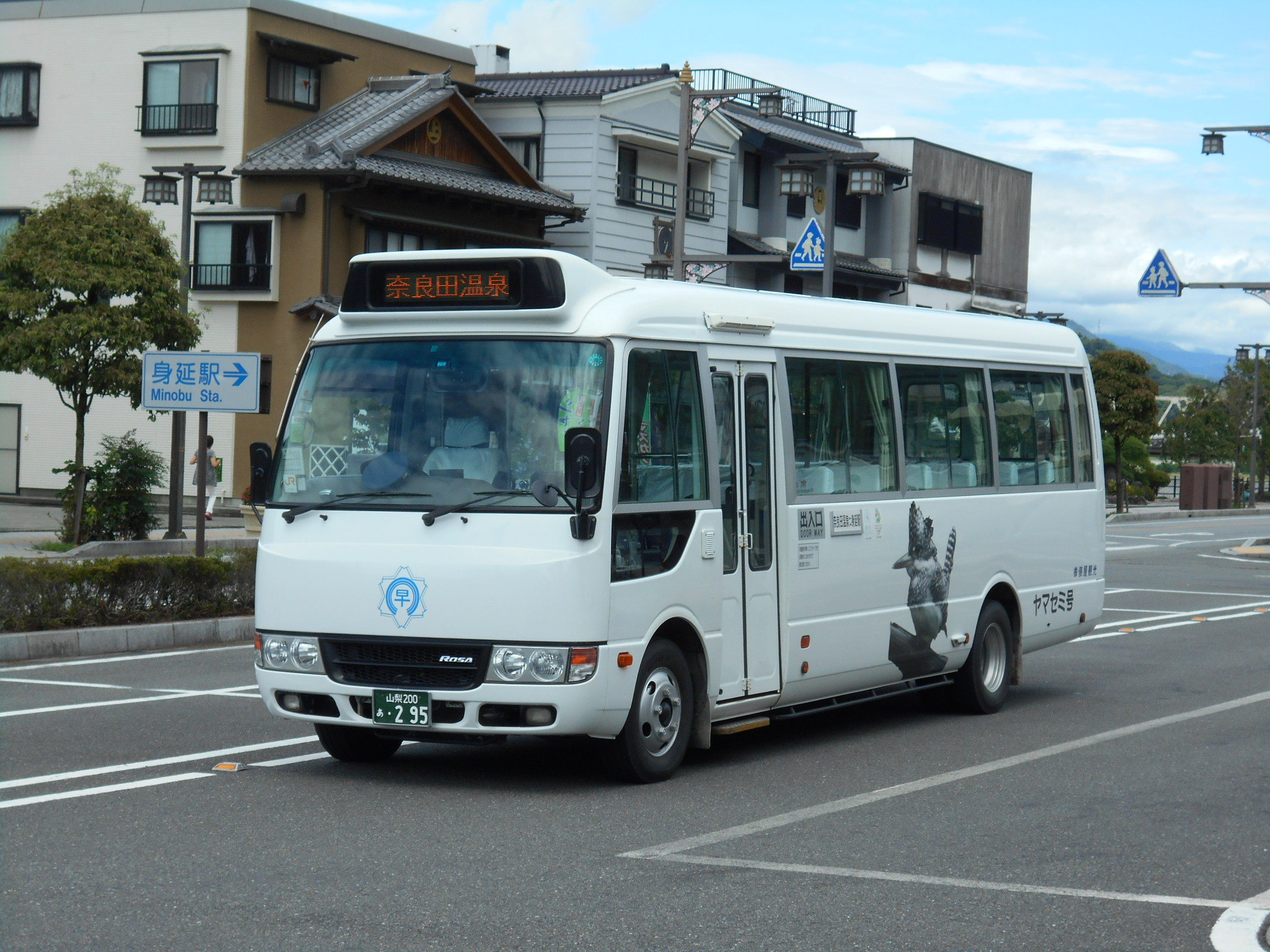
早川町乗合バス 身延駅前にて

早川町乗合バス（はやかわちょうのりあいバス）は、山梨県南巨摩郡早川町で運行しているコミュニティバスである。

## 概要
早川町へは、身延駅から波高島駅・下部温泉駅、ならびに早川町役場を経由して、町最北端の奈良田まで、山交タウンコーチ身延営業所（現在は山梨交通身延営業所）が早川町唯一の公共交通手段として、路線バスを運行していたが、同社が2011年限りで運行からの撤退を表明、代替交通手段として2012年（平成24年）1月1日より運行が開始された。2018年（平成30年）4月よりはやかわ乗合バス（はやかわのりあいバス）として案内されている。
運行は、町内で旅館を営む「俵屋観光」が担当している。かつては町内のタクシー会社「角瀬タクシー」も運行に携わっていたが、2014年6月のダイヤ改正の際に、路線バス運行から撤退している。

## 路線
以下の経路で運行されている（＝は区間の境界線）。
- 身延駅 - 波高島＝下部温泉駅 - 飯富ふれあいセンター - 小原島＝初鹿島 - 七面山入口・赤沢入口 - 早川町役場 - 大島＝上柳島･古屋入口 - 新倉＝伝付峠入口 - 西山温泉 - 奈良田温泉[1]

このうち早川町内にある初鹿島 - 奈良田温泉の間は自由乗降区間となっている。
全区間運行は5往復中4往復であり、早朝に早川町役場から下部温泉駅まで、夜間に身延駅から早川町役場までの区間便が設定されている。全区間運行便は毎日運行であるが、早朝・夜間の区間便は土休日および年末年始は運休となる。
早川町内の道路は雨量により通行規制がかかるため、規制雨量の場合は途中で運行打ち切りや運休になる。

### 他交通との接続
- 身延駅・下部温泉駅（両駅とも特急「ふじかわ」停車駅）で、身延線に接続する[3]。
- 飯富ふれあいセンターにて、中央高速バスに接続する（バスタ新宿まで運行）[4]。
- 奈良田温泉にて、山梨交通が運行する南アルプス登山バスに接続する。但し南アルプス登山バスの運行は6月下旬から11月上旬となっている[5]。
- 大島にて、雨畑行きの角瀬タクシーが運行する乗合タクシーに接続する（ただし前日までに事前予約が必要）[6]。
- 身延駅から波高島駅までの区間は、山梨交通鰍沢営業所が運行する身延町営バス身延鰍沢線との重複区間であり、当該区間の1乗車運賃も同一である。但し、身延町営バスは休日と年末年始運休であるほか、バス停が異なるなど乗降に注意が必要である。また、身延町営バス側はSuica、PASMO等の交通系ICカード対応であるが、早川町乗合バスは非対応となっている。

## 料金
区間制を採用している。同一区間で乗降した場合は200円。その後区間をまたぐごとに200円ずつ、最大1000円まで加算される。
登山用リュックなど大型荷物を持ち込む場合は、手回り品として別途1乗車につき200円徴収される。

## 車両
三菱ふそう・ローザ2台といすゞ・エルガミオ1台で運行されている。